# Соболев, Михаил Георгиевич
Михаил Георгиевич Соболев (1917 — 1984) — советский военный политработник, генерал-полковник (27.10.1977).

## Биография
Родился в 1917 году в Тверской губернии. Член КПСС с 1940 года.
С 1938 года — на военной службе, общественной и политической работе. В 1938—1984 гг. — на военно-политической работе в РККА, участник Великой Отечественной войны, политрук роты, помощник начальника политотдела 69-й армии по работе с комсомольцами, член Военного Совета нескольких военных округов, начальник управления организационно-партийной работы, заместитель начальника Главного политуправления Советской Армии.
Избирался депутатом Верховного Совета РСФСР 9-го и 10-го созывов.
Умер в Москве в 1984 году.

## Сочинения
- Соболев М. Г. За великое дело Отчизны [Текст]. — Москва : Изд-во ДОСААФ, 1978. — 144 с.; 20 см.
- Соболев М. Г. Партийно-политическая работа / М. Соболев. — М. : Изд-во агентства печати «Новости», 1982. — 83 с. : 8 л. ил.; 16 см.
- Соболев М. Г. Возрастание роли армейских партийных организаций в решении задач, стоящих перед Вооруженными Силами СССР на современном этапе : Диссертация кандидата исторические науки : 07.00.14 — М.: 1984.
- Соболев М. Г. Деятельность Коммунистической партии по укреплениюармейских и флотских парторганизаций в 1941-1945 гг. // Военно-исторический журнал. — 1975. — № 10. — С.3-11.